# Луј Перго
Луј Перго (фр. Louis Pergaud, 22. јануара 1882. - 8. априла 1915) био је француски романописац, ратни песник и војник, чија су главна дела била позната под називом „Животињске приче”, јер су у главним улогама представљене животиње из Франш-Конте. Његово најзапаженије дело био је роман Рат дугмића (роман) (1912). Прештампан је више од 30 пута и укључен је у француски наставни план и програм за средње школе.
Као учитељ по професији, Луј Перго је дошао у сукоб са римокатоличким властима због спровођења раздвајања Цркве и државе од Треће Француске Републике донесеног 1905. 1907. Перго је изабрао да се пресели у Париз да би наставио своју књижевну каријеру. Често се сматра да Пергова прозна дела одражавају утицаје реалистичког, декадентног и симболистичког покрета. Убијен је у 33. години априла 1915. године, од стране француске артиљерије, док је био у пољској болници иза немачких линија. Током рововског рата на мртвој тачки француско-немачког фронта, рањен је у неуспелом покушају његове чете да нападне, немачки војници су га очигледно спасили и одвели у болницу.
Током Првог светског рата служио је у француској војсци у близини Marchéville-en-Woëvre.
Рат дугмади адаптиран је пет пута као филм, четири пута у француским продукцијама и једном у ирској. Последњи пут је адаптиран у Француској у два филма објављена исте недеље у септембру 2011. године.

## Младост
Перго је рођен 22. јануара 1882. у Белмонту, у Дабу. Син републичког учитеља, Луј Перго је подстакнут да се истакне у својим студијама. Његов академски успех донео му је стипендије које су му дозволиле да настави школу са намером да следи очеве стопе. 1901. године завршио је студије на École Normale у Безансону.

## Брак и породица
После годину дана подучавања и године служења војног рока, 1903. године, Перго се оженио својом првом супругом. Живели су у Дурнесу, где је поново предавао. Након пресељења због посла у Ландресе, у друго село у департману, и у то време време одвојен је од своје супруге, разилазе се. Године 1907. се преселио се у Париз.
Касније се развео од прве супруге и оженио се други пут (венчао се 1910. након развода 1908).

## Каријера
Луј Перго је прихватио своје прво наставничко место у Дурнесу. После годину дана позван је да одслужење годину војног рока са 35. пешадијским пуком стационираним у Белфорту. Према Ијану Хигинсу, „Национална служба 1902-03. Није учинила ништа да га излечи од антимилитаризма“.
У јесен 1903. Перго се вратио на своје место у Дурну.
Године 1905. Перго се са супругом пребацио у Ландресе. У почетку је живот у овом малом, изолованом селу био тежак.
Према Ијану Хигинсу, „Сељаци, претежно католичко становништво Ландресеа били су непријатељски расположени према свом локалном учитељу, по дефиницији слузи Републике, и који никада нису ишли на мису. Осећајући се одсеченим у ванземаљском окружењу, уморан од непрестане борбе против сумњичавости, непријатности, наговештаја и оптужби, Перго је поднео оставку и отишао у Париз да ради у канцеларији “.
Године 1907. Перго је напустио Ландресе и супругу, отишао за Париз, где се придружио Леону Деубелу, дугогодишњем пријатељу и инспирацији. У Паризу је Перго патио од крајњег сиромаштва, чак и док је радио као службеник, а затим као учитељ, у настојању да оствари свој сан о књижевном успеху.

## Први светски рат
Перго је покушао да се региструје као пацифиста, али је на почетку Првог светског рата регрутован у француску војску. Дванаест година пре тога био је смештен у активну резерву. У том својству служио је у бици код Лорене током немачке инвазије на Француску, а потом и на западном фронту.
Дана 7. априла 1915. Пергов пук напао је ровове царске немачке војске у близини Fresnes-en-Woëvre, током којих је Перго устрељен и рањен. Пао је у бодљикаву жицу, где је остао заробљен. Неколико сати касније, немачки војници су га спасили као и друге рањене, одвели француске војнике у привремену пољску болницу иза немачких линија. Ујутро 8. априла Перго и други ратни заробљеници убијени су пријатељском ватром из француске артиљеријске паљбе која је уништила болницу. Тело му никада није пронађено.

## Радови
Његова најранија дела биле су збирке поезије које су објављене о његовом трошку путем књижевне критике под називом "Le Beffroi". Прва збирка под називом L'Aube (Зора) појавила се 1904. године. Друга, L'Herbe d'Avril (Априлска трава) објављена је 1908. године. "Mercure de France" је 1910. објавио збирку Пергоових приповедака под насловом De Goupil à Margot. Ово дело је награђено престижном наградом Гонкур, што је довело до неког националног признања.
Друга збирка кратких прича о животињама, La Revanche du corbeau (Гавранова освета) појавила се 1911. Његов роман Рат дугмића објављен је 1912. године. Године 1913. Перго је објавио роман Le Roman de Miraut у којем је животиња имала главну улогу. Написао је бројне друге кратке приче о људима и животињама свог родног Франш-Конте, које ће бити објављене постхумно.
1912. године објављен је Рат дугмића (La Guerre des boutons), прича о рату између малих дечака из два суседна села. Пре "слања кући" онима који су "убијени" уклонили би дугмад као трофеје. Роман започиње хумористично, али постаје све злокобнији како се разлике између игре и стварног насиља међу дечацима замагљују. Описана је као да има "тон Господара мува ", мада књига у основи претходи том роману Вилијама Голдинга. Пергоова дела остају популарна у Француској; Рат дугмића је прештампан више од тридесет пута. Уврштен је у француски наставни план и програм за књижевност.

## Избор из дела

### Збирке поезије
- Зора (L'Aube) (1904)
- Априлска трава (L'Herbe d'Avril) (1908)

### Приче и романи
- Свраки од лисице
- Рат дугмића (La Guerre des boutons) (1912)
- Роман о Мироу, ловачком псу
- Гавранова освета (La Revanche du corbeau) (1911)
- Сељаци

## Адаптације његових дела
Рат дугмића екранизован је као филм пет пута:
- La Guerre des gosses  (Рат клинаца) (1936, Француска) Жака Дароја
- La Guerre des boutons  (Рат дугмади)  (1962, Француска), црно-бела, режија Ивес Роберт. Објављен је у обновљеној верзији 2011.[1]
- War of the Buttons  (Рат дугмади) (1994, Ирска) John Roberts
- War of the Buttons  (Рат дугмади) (2011, Француска), режија Ијан Самуел и продукција Marc du Pontavice. (Ова верзија је постављена током 1960-их и у позадини Алжирског рата)
- War of the Buttons  (Рат дугмића) (2011, Француска), режија Кристоф Баратиера, а продукција Thomas Langmann (Ова верзија је постављена током Другог светског рата и немачке окупације Француске)

## Награде
Перго је 1910. године добио Гонкурову награду за Свраку од лисице.

## Заоставштина и почасти
Париско друштво Les Amis de Louis Pergaud посвећено је проучавању њега и његових дела.